# Hermann Blenk
Hermann Blenk (* 9. Dezember 1901 in Bad Hersfeld; † 6. Oktober 1995 in Braunschweig) war ein deutscher Physiker, Luftfahrtingenieur und Hochschullehrer. Er war Präsident der Deutschen Forschungsanstalt für Luftfahrt in Braunschweig.

## Leben
Er studierte von 1920 bis 1924 Mathematik und Physik in Göttingen und wurde 1924 bei Ludwig Prandtl zum Dr. phil. promoviert. Von 1924 bis 1936 war Blenk wissenschaftlicher Mitarbeiter der Deutschen Versuchsanstalt für Luftfahrt (DVL) in Berlin-Adlershof, wo er zuletzt das Aerodynamische Institut leitete.

### Tätigkeit in Braunschweig (1936–1945)
Nach der Machtübernahme durch die Nationalsozialisten sollte die deutsche Luftfahrtforschung ausgebaut werden. Es wurde beschlossen, neben der Aerodynamischen Versuchsanstalt (AVA) in Göttingen, der DVL in Berlin-Adlershof und der Deutschen Forschungsanstalt für Segelflug (DFS) in Darmstadt eine weitere Forschungseinrichtung zu gründen. Die Gründungsversammlung für die neue Deutsche Forschungsanstalt für Luftfahrt (DFL) fand am 10. Februar 1936 in Berlin statt. Den Zuschlag für den Standort erhielt auf Betreiben des Ministerpräsidenten Dietrich Klagges die Stadt Braunschweig, wo die Großforschungseinrichtung in Völkenrode entstand. Aufgabe der DFL war Grundlagenforschung in den Bereichen Strömungsmechanik, Luftfahrzeugkonstruktion, Flugmotoren und Flugzeugbewaffnung. Am 14. Mai 1936 wurde Blenk in den Vorstand der DFL berufen. Ihm wurde der Aufbau der neuen Einrichtung übertragen. An der Technischen Hochschule Braunschweig erhielt er 1936 die Dozentur für Aerodynamik. Von 1936 bis 1945 war er ordentlicher Professor im Reichsdienst und Leiter des Instituts für Aerodynamik. Im Jahr 1938 wurde Blenk die Führung der DFL übertragen, die im selben Jahr in „Luftfahrtforschungsanstalt Hermann Göring“ (LFA) umbenannt wurde. Die Leitung der DFL/LFA hatte Blenk bis Ende des Zweiten Weltkriegs inne, obwohl er, trotz Drängens des Ministerpräsidenten Klagges, nie Mitglied der NSDAP war. Die LFA war bei Kriegsende die räumlich größte Luftfahrtforschungsanstalt in Europa und zählte etwa 1500 Mitarbeiter.

### Tätigkeit in Braunschweig nach Kriegsende
Nach Ende des Zweiten Weltkriegs wurden Forschungsergebnisse und Versuchsanlagen der aufgelösten LFA, insbesondere Windkanäle, von den Alliierten übernommen. Die Luftfahrtabteilung der TH Braunschweig wurde aufgelöst; die Luftfahrtforschung blieb den Deutschen für viele Jahre untersagt. Blenk arbeitete von 1945 bis 1947 für das britische Ministry of Supply, Station Völkenrode. Von 1947 bis 1953 war er Mitarbeiter der Bundesforschungsanstalt für Landwirtschaft (FAL) in Braunschweig. Zum Wiederaufbau der Luftfahrtforschung trug Blenk Anfang der 1950er Jahre wesentlich bei, wozu die 1952 in Braunschweig erfolgte Wiedergründung der Wissenschaftlichen Gesellschaft für Luftfahrt e. V. (WGL) gehörte. Von 1953 bis 1958 war Blenk Präsident und von 1958 bis 1969 Vizepräsident der DFL, die ihre Tätigkeit wieder aufgenommen hatte. (Der Eintrag im Vereinsregister war erhalten geblieben.) Er war Gründer und von 1953 bis 1969 Leiter des dortigen Instituts für Flugmechanik. Im Jahre 1955 wurde er zum ordentlichen Professor für Angewandte Mechanik an der TH Braunschweig berufen. Die Emeritierung erfolgte 1970. Von 1969 bis 1972 war er Leiter des Forschungszentrums und Vorstandsmitglied der Deutschen Forschungs- und Versuchsanstalt für Luft- und Raumfahrt e. V. (DFVLR), des heutigen DLR.
Blenk gehörte seit 1944 zu den Gründungsmitgliedern der Braunschweigischen Wissenschaftlichen Gesellschaft (BWG), deren Präsident er von 1967 bis 1971 war.
Neben wissenschaftlichen Publikationen verfasste Blenk im Jahre 1980 ein Kinderbuch mit dem Titel Wie groß ist die Welt?, worin die Dimensionen des Universums anschaulich gemacht werden.

### Ehrungen
Blenk erhielt 1961 für seine forschungspolitischen Leistungen das Große Verdienstkreuz des Verdienstordens der Bundesrepublik Deutschland. Im Jahre 1972 erhielt er den Stern zum Verdienstkreuz.  Von der WGL wurde er 1962 zum Ehrenmitglied ernannt. Am 8. Dezember 1989 wurde ihm die Bürgermedaille der Stadt Braunschweig verliehen. Die südlich des Flughafens Braunschweig-Wolfsburg verlaufende Hermann-Blenk-Straße wurde nach ihm benannt. Der mit 5000 Euro dotierte Hermann-Blenk-Forscherpreis wird jährlich vom Niedersächsischen Forschungszentrum für Luftfahrt vergeben. Seit 1944 war er ordentliches Mitglied der Braunschweigischen Wissenschaftlichen Gesellschaft.